# 莫迪瓦什
莫迪瓦什是葡萄牙波尔图区的一个堂区。总面积4.08平方公里，总人口1899人，人口密度465.4人/平方公里。